# بابوگنج
بابوگنج (به لاتین: Babuganj) یک روستا در بنگلادش است که در استان باریسال و در ناحیه باریسال واقع شده است.